# Confederação Sul-Americana de Futebol

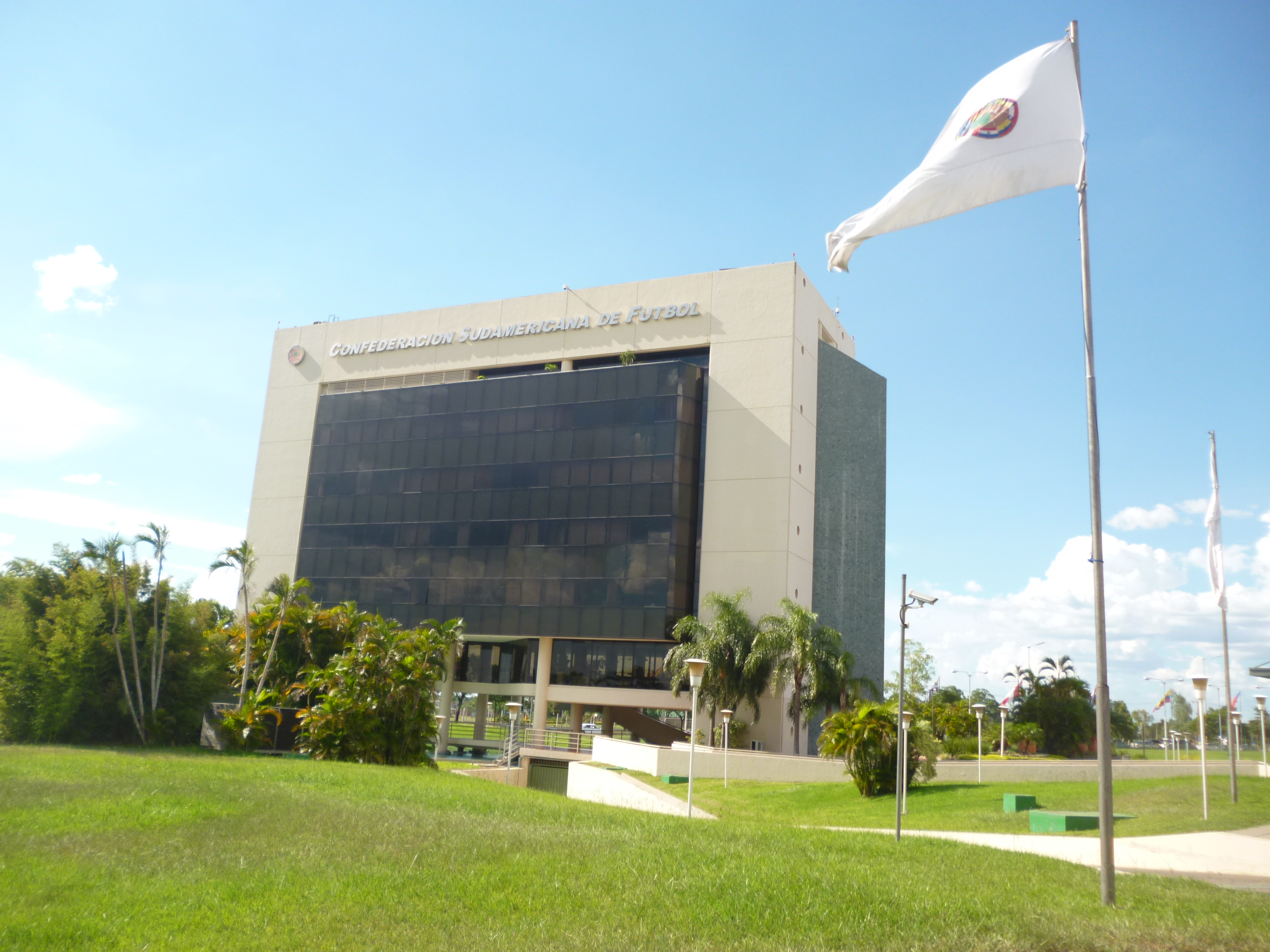
Edifício da Confederação Sul-Americana de Futebol. Luque, Paraguai

A Confederação Sul-Americana de Futebol (espanhol: Confederación Sudamericana de Fútbol), mais conhecida pelo acrônimo CONMEBOL ou CSF, é uma instituição esportiva internacional que organiza, desenvolve e controla competições de futebol. A entidade tem como membros filiados a Associação de Futebol da Argentina, a Federação Boliviana de Futebol, a Confederação Brasileira de Futebol, a Federação de Futebol do Chile, a Federação Colombiana de Futebol, a Federação Equatoriana de Futebol, a Associação Paraguaia de Futebol, a Federação Peruana de Futebol, a Associação Uruguaia de Futebol e a Federação Venezuelana de Futebol. Está sediada na cidade de Luque, perto da capital do Paraguai, Assunção.
Os campeonatos mais conhecidos são a CONMEBOL Libertadores (disputado por clubes) e a Copa América (disputado por seleções). A confederação possui seu próprio ranking de clubes.
As associações de Guiana, Guiana Francesa e Suriname preferiram aderir à Confederação de Futebol da América do Norte, Central e Caribe (CONCACAF), mesmo fazendo parte geograficamente da América do Sul.

## História
Em 1916, após o sucesso de um campeonato realizado na Argentina em virtude das comemorações do centenário da independência desta, com a presença das seleções nacionais da Argentina, Chile, Uruguai e Brasil, o então dirigente uruguaio Héctor Rivadavia Gómez propõe a criação de uma entidade sul-americana de futebol.
Assim, em 9 de julho de 1916, as confederações da Argentina, Chile, Uruguai e Brasil fundam a CONMEBOL.
Posteriormente as outras confederações locais filiaram-se à Conmebol, Paraguai em 1921, Peru em 1925, Bolívia em 1926, Equador em 1927, Colômbia em 1936, e por fim a Venezuela em 1952.
Em outubro de 2019, o jornalista Alexandre Senechal escrevendo à revista Veja criticou os diversos erros que a Conmebol vem cometendo ao longo de décadas, que comprometem a segurança dos jogadores e dos torcedores: "Quantas tragédias serão necessárias até que a Conmebol aprenda? Memória curta da entidade ignora a catástrofe da final da Libertadores do ano passado ao manter Flamengo X River Plate no Chile (…) As palavras ‘Conmebol‘ e ‘segurança’ sempre soaram como antônimos. Apesar do caos social, econômico e político que o Chile passa nas últimas duas semanas, a entidade que organiza o futebol sul-americano não demonstra qualquer preocupação com a decisão de manter a final da Copa Libertadores da América no Estádio Nacional, em Santiago".
Em janeiro de 2021, a organização foi multada em 14 mil reais pela Agência Nacional de Vigilância Sanitária (Anvisa) por permitir aglomeração no estádio no final da Libertadores na pandemia de COVID-19 no Brasil. Escrevendo para o UOL em junho de 2021, Diego Garcia chamou a organização de "obscura" e "patética" após a mesma permitir a Copa América de 2021 em meio a crise de pandemia de COVID-19 no Brasil: "a entidade deixou que a Venezuela convocasse outros 15 atletas de última hora. Na véspera da estreia na competição. A mesma Conmebol patética que dias antes obrigou o River Plate a atuar sem goleiro na Copa Libertadores".

## Membros

Antigo logo, usado entre 1989 e 2017

Dez associações nacionais de futebol pertencem à CONMEBOL, representando todos os estados independentes da América do Sul, exceto as federações ou associações nacionais do Suriname, da Guiana e da Guiana Francesa que estão afiliadas à CONCACAF (destas três, apenas as duas primeiras são afiliadas à FIFA). Embora as Ilhas Malvinas possam ter sua própria seleção nacional como outros territórios ultramarinos britânicos (Ilhas Virgens Britânicas, Gibraltar, Anguilla e muitas outras), eles nunca foram membros da CONMEBOL já que seus países membros apoiam a Argentina no conflito com o Reino Unido sobre a soberania do arquipélago.
Desde 2018, a CONMEBOL tenta viabilizar um projeto com a FIFA para aumentar o número de seleções afiliadas. Foram cogitados como possíveis novos membros a Guiana e o Suriname. Essa expansão está associada a alguns países da América do Sul querer ampliar a influência da CONMEBOL nos congressos da FIFA, já que, quanto mais membros, maior a quantidade de votos. É importante ressaltar que a CONMEBOL é a menor confederação de futebol em quantidade de membros (apenas 10). Com a entrada de Guiana e Suriname, a confederação sul-americana passaria a ter 12 membros, ultrapassando, portanto a Confederação de Futebol da Oceania (OFC).
Outro benefício seria a questão financeira. Guiana e Suriname são membros pequenos e com menor capital financeiro esportivo, por isso, se unissem a CONMEBOL, poderiam receber mais verbas, já que a divisão financeira da CONCACAF é maior, pois há mais membros, o que torna a partilha de verbas uma diminuição do total de arrecadações. Arrecadações que ajudariam, portanto, as seleções de Suriname e Guiana, caso se filiassem a CONMEBOL. Apesar da cogitação, essa alteração não passa de uma proposta ainda não resolvida pelos atuais 10 membros da confederação.
| País      | Associação | Fundação | Afiliação | Seleção nacional | Primeira divisão     |
| --------- | ---------- | -------- | --------- | ---------------- | -------------------- |
| Argentina | AFA        | 1893     | 1916      | ARG (M, F)       | Primera División     |
| Bolívia   | FBF        | 1925     | 1926      | BOL (M, F)       | División Profesional |
| Brasil    | CBF        | 1914     | 1916      | BRA (M, F)       | Série A              |
| Chile     | FFC        | 1895     | 1916      | CHI (M, F)       | Primera División     |
| Colômbia  | FCF        | 1924     | 1936      | COL (M, F)       | Primera A            |
| Equador   | FEF        | 1925     | 1927      | ECU (M, F)       | Serie A              |
| Paraguai  | APF        | 1906     | 1921      | PAR (M, F)       | División Profesional |
| Peru      | FPF        | 1922     | 1925      | PER (M, F)       | Primera División     |
| Uruguai   | AUF        | 1900     | 1916      | URU (M, F)       | Primera División     |
| Venezuela | FVF        | 1926     | 1952      | VEN (M, F)       | Primera División     |

## Competições organizadas
| Competição                         | Esporte          | Participantes | Classe de competição | Atual ou última edição    | Atual campeão               |
| ---------------------------------- | ---------------- | ------------- | -------------------- | ------------------------- | --------------------------- |
| Conmebol Libertadores              | futebol          | clubes        | masculina adulta     | 2024                      | Botafogo (1.º título)       |
| Conmebol Sul-Americana             | futebol          | clubes        | masculina adulta     | 2024                      | Racing Club (1.º título)    |
| Conmebol Recopa                    | futebol          | clubes        | masculina adulta     | 2024                      | Fluminense (1.º título)     |
| Conmebol Libertadores Sub-20       | futebol          | clubes        | masculina sub-20     | 2024                      | Flamengo (1.º título)       |
| Conmebol Libertadores Feminina     | futebol          | clubes        | feminina adulta      | 2024                      | Corinthians (5.º título)    |
| Conmebol Libertadores              | futsal           | clubes        | masculina adulta     | 2024                      | Magnus Futsal (2.º título)  |
| Conmebol Libertadores Feminina     | futsal           | clubes        | feminina adulta      | 2024                      | Stein Cascavel (2.º título) |
| Conmebol Libertadores              | futebol de areia | clubes        | masculina adulta     | 2024                      | Vasco da Gama (4.º título)  |
| Copa dos Campeões da CONMEBOL–UEFA | futebol          | seleções      | masculina adulta     | 2022                      | Argentina (2.º título)      |
| Copa América                       | futebol          | seleções      | masculina adulta     | 2024                      | Argentina (16.º título)     |
| Eliminatórias da Copa do Mundo     | futebol          | seleções      | masculina adulta     | EUA, México e Canadá 2026 | —                           |
| Sul-Americano Sub-20               | futebol          | seleções      | masculina sub-20     | 2023                      | Brasil (12.º título)        |
| Sul-Americano Sub-17               | futebol          | seleções      | masculina sub-17     | 2023                      | Brasil (13.º título)        |
| Sul-Americano Sub-15               | futebol          | seleções      | masculina sub-15     | 2023                      | Paraguai (3.º título)       |
| Copa América Feminina              | futebol          | seleções      | feminina adulta      | 2022                      | Brasil (8.º título)         |
| Sul-Americano Feminino Sub-20      | futebol          | seleções      | feminina sub-20      | 2024                      | Brasil (10.º título)        |
| Sul-Americano Feminino Sub-17      | futebol          | seleções      | feminina sub-17      | 2024                      | Brasil (5.º título)         |
| Copa América                       | futsal           | seleções      | masculina adulta     | 2024                      | Brasil (11.º título)        |
| Sul-Americano Sub-20               | futsal           | seleções      | masculina sub-20     | 2022                      | Brasil (1.º título)         |
| Sul-Americano Sub-17               | futsal           | seleções      | masculina sub-17     | 2022                      | Argentina (1.º título)      |
| Copa América Feminina              | futsal           | seleções      | feminina adulta      | 2019                      | Brasil (6° título)          |
| Sul-Americano Feminino Sub-20      | futsal           | seleções      | feminina sub-20      | 2022                      | Brasil (3.º título)         |
| Copa América                       | futebol de areia | seleções      | masculina adulta     | 2023                      | Brasil (13.º título)        |

No futebol masculino, a CONMEBOL ainda organizou outras competições entre clubes que encontram-se descontinuadas. São elas:
- Copa Intercontinental (com a UEFA)
- Copa Ibero-Americana (com a RFEF)
- Copa Interamericana (com CONCACAF)
- Copa de Ouro Nicolás Leoz
- Copa Mercosul
- Copa Merconorte
- Copa Suruga Bank (com a JFA)
- Supercopa Sul-Americana
- Copa CONMEBOL
- Copa Master da CONMEBOL
- Copa Master da Supercopa
- Recopa dos Campeões Intercontinentais
- Recopa Sul-Americana de Clubes

## Desempenho de seleções e clubes

### Títulos de seleções
Copa do Mundo
- Brasil: 5 (1958, 1962, 1970, 1994, 2002)
- Argentina: 3 (1978, 1986, 2022)
- Uruguai: 2 (1930, 1950)

| Ano  | E | Vencedor  | Vice-campeão | Terceiro lugar | Quarto lugar | Outros                                     |
| ---- | - | --------- | ------------ | -------------- | ------------ | ------------------------------------------ |
| 1930 | — | Uruguai   | Argentina    |                |              | Chile, Brasil, Paraguai, Peru, Bolívia     |
| 1934 | E |           |              |                |              | Argentina, Brasil                          |
| 1938 | E |           |              | Brasil         |              |                                            |
| 1950 | E | Uruguai   | Brasil       |                |              | Chile, Paraguai, Bolívia                   |
| 1954 | E |           |              |                | Uruguai      | Brasil                                     |
| 1958 | E | Brasil    |              |                |              | Paraguai, Argentina                        |
| 1962 | E | Brasil    |              | Chile          |              | Argentina, Colômbia, Uruguai               |
| 1966 | E |           |              |                |              | Argentina, Uruguai, Brasil, Chile          |
| 1970 | E | Brasil    |              |                | Uruguai      | Peru                                       |
| 1974 | E |           |              |                | Brasil       | Argentina, Chile, Uruguai                  |
| 1978 | E | Argentina |              | Brasil         |              | Peru                                       |
| 1982 | E |           |              |                |              | Brasil, Argentina, Peru, Chile             |
| 1986 | E | Argentina |              |                |              | Brasil, Paraguai, Uruguai                  |
| 1990 | E |           | Argentina    |                |              | Brasil, Colômbia, Uruguai                  |
| 1994 | E | Brasil    |              |                |              | Argentina, Colômbia, Bolívia               |
| 1998 | E |           | Brasil       |                |              | Argentina, Paraguai, Chile, Colômbia       |
| 2002 | E | Brasil    |              |                |              | Argentina, Paraguai, Equador, Uruguai      |
| 2006 | E |           |              |                |              | Brasil, Argentina, Equador, Paraguai       |
| 2010 | E |           |              |                | Uruguai      | Argentina, Brasil, Paraguai, Chile         |
| 2014 | E |           | Argentina    |                | Brasil       | Chile, Colômbia, Equador, Uruguai          |
| 2018 | E |           |              |                |              | Brasil, Uruguai, Argentina, Colômbia, Peru |
| 2022 | E | Argentina |              |                |              | Brasil, Uruguai, Equador                   |
| 2026 | E |           |              |                |              |                                            |

| 21 | Brasil (5 títulos, 2 vices, 2 terceiros lugares, 2 quartos lugares) |
| 17 | Argentina (3 títulos, 3 vices)                                      |
| 13 | Uruguai (2 títulos, 3 quarto lugares)                               |
| 9  | Chile (1 terceiro lugar)                                            |
| 8  | Paraguai (1 quartas de final)                                       |
| 6  | Colômbia (1 quartas de final)                                       |
| 5  | Peru (2 quartas de finais)                                          |
| 3  | Equador (1 oitavas de final)                                        |
| 3  | Bolívia (1 primeira fase)                                           |
| 0  | Venezuela                                                           |

Jogos Olímpicos (medalha de ouro)
- Uruguai: 2 (1924, 1928)
- Argentina: 2 (2004, 2008)
- Brasil: 2 (2016, 2020)

Copa das Confederações
- Brasil: 4 (1997, 2005, 2009, 2013)
- Argentina: 1 (1992)

Mundialito
- Uruguai: 1 (1981)

Jogos Pan-Americanos – futebol masculino (medalha de ouro)
- Argentina: 7 (1951, 1955, 1959, 1971, 1995, 2003, 2019)
- Brasil: 5 (1963, 1975[MEX], 1979, 1987,2023)
- Uruguai: 2 (1983, 2015)
- Equador: 1 (2007)

Jogos Pan-Americanos – futebol feminino (medalha de ouro)
- Brasil: 3 (2003, 2007, 2015)
- Colômbia: 1 (2019)

Campeonato Pan-americano
- Brasil: 2 (1952, 1956)
- Argentina: 1 (1960)

Campeonato Mundial de Futebol Sub-20
- Argentina: 6 (1979, 1995, 1997, 2001, 2005 e 2007)
- Brasil: 5 (1983, 1985, 1993, 2003, 2011)
- Uruguai: 1 (2023)

Campeonato Mundial de Futebol Sub-17
- Brasil: 4 (1997, 1999, 2003, 2019)

Copa do Mundo de Futebol de Areia
- Brasil: 14 (1995, 1996, 1997, 1998, 1999, 2000, 2002, 2003, 2004, 2006,[OF] 2007,[OF] 2008,[OF] 2009,[OF] 2017)

Universíada - futebol feminino
- Brasil: 2 (2001, 2005)

Taça Independência
- Brasil: 1 (1972)

Torneio Bicentenário dos EUA
- Brasil: 1 (1976)

Torneio Bicentenário da Austrália
- Brasil: 1 (1988)

Jogos Olímpicos da Juventude - Futebol masculino (medalha de ouro)
- Bolívia: 1 (2010)
- Peru: 1 (2014)

Jogos Olímpicos da Juventude - Futebol feminino (medalha de ouro)
- Chile: 1 (2010)

Jogos Mundiais Militares - Futebol feminino (medalha de ouro)
- Brasil: 2 (2011, 2015)

Torneio Internacional de Toulon
- Brasil: 9 (1980, 1981, 1983, 1995, 1996, 2002, 2013, 2014, 2019)
- Colômbia: 3 (1999, 2000 e 2011)
- Argentina: 2 (1975 e 1998)
- Chile: 1 (2009)

Macabíadas (medalha de ouro)
- Argentina: 2 (2001, 2009)
- Brasil: 1 (1997)

Notas
- MEX. ^ Compartilhado com o México
- OF. ^ Competição organizado pela FIFA

### Campanhas de destaque de seleções
Copa do Mundo
- 2º lugar -  Argentina (1930, 1990, 2014);  Brasil (1950, 1998)
- 3º lugar -  Brasil (1938, 1978);  Chile (1962)
- 4º lugar -  Uruguai (1954, 1970, 2010);  Brasil (1974, 2014)

Copa do Mundo de Futebol Feminino
- 2º lugar -  Brasil (2007)
- 3º lugar -  Brasil (1999)

Jogos Olímpicos
- medalha de prata -  Brasil (1984, 1988, 2012);  Argentina (1928, 1996);  Paraguai (2004)
- medalha de bronze -  Brasil (1996, 2008);  Chile (2000)

Jogos Olímpicos (futebol feminino)
- medalha de prata -  Brasil (2004, 2008)

Copa das Confederações
- 2º lugar -  Argentina (1995, 2005);  Brasil (1999);  Chile (2017)
- 4º lugar -  Uruguai (1997 e 2013);  Brasil (2001);  Colômbia (2003);

Mundialito
- 2º lugar -  Brasil (1981)
- 3º lugar -  Argentina (1981)

Jogos Pan-americanos
- medalha de prata -  Brasil (1959, 2003);  Argentina (1963, 2011);  Colômbia (1971);  Chile (1987)
- medalha de bronze -  Argentina (1975, 1979, 1987);  Chile (1951, 1963);  Brasil (1983);  Colômbia (1995);  Uruguai (2011)

Jogos Pan-americanos (futebol feminino)
- medalha de prata -  Brasil (2011)

Campeonato Pan-americano
- 2º lugar -  Chile (1952);  Argentina (1956);  Brasil (1960)
- 3º lugar -  Uruguai (1952)
- 4º lugar -  Peru (1952, 1956)

Campeonato Mundial de Futebol Sub-20
- 2º lugar -  Brasil (1991, 1995, 2009, 2015);  Uruguai (1997, 2013);  Argentina (1983);  Venezuela (2017)
- 3º lugar -  Brasil (1977, 1989, 2005);  Uruguai (1979);  Colômbia (2003);  Chile (2007);  Equador (2019)
- 4º lugar -  Uruguai (1977, 1999, 2017);  Paraguai (2001);  Argentina (2003)

Campeonato Mundial de Futebol Sub-17
- 2º lugar -  Brasil (1995, 2005);  Uruguai (2011)
- 3º lugar -  Argentina (1991, 1995, 2003);  Brasil (1985, 2017);  Chile (1993)
- 4º lugar -  Colômbia (2003, 2009);  Argentina (2001, 2013);  Brasil (2011)

Copa do Mundo de Futebol de Areia
- 2º lugar -  Uruguai (1996, 1997, 2006***);  Peru (2000);  Brasil (2011)
- 3º lugar -  Uruguai (1998, 1999, 2002, 2007);  Argentina (2001);  Brasil (2005)
- 4º lugar -  Uruguai (2009)

Copa Ouro da CONCACAF
- 2º lugar -  Brasil (1996, 2003);  Colômbia (2000)
- 3º lugar -  Peru (2000****);  Colômbia (2005*****)

Copa Ouro Feminina
- 2º lugar -  Brasil (2000)

Copa do Mundo de Futebol Feminino Sub-20
- 3º lugar  Brasil (2006)
- 4º lugar  Brasil (2002, 2004);  Colômbia (2010)

Universíada
- medalha de prata -  Uruguai (1979, 1985);  Brasil (2019)
- medalha de bronze -  Brasil (1999, 2011)

Universíada (futebol feminino)
- medalha de bronze -  Brasil (2007, 2011, 2013)

Taça Independência
- 4º lugar -  Argentina (1972)

Torneio Bicentenário da Austrália
- 3º lugar -  Argentina (1988)

Jogos Mundiais Militares
- medalha de bronze -  Brasil (2011)

Jogos Olímpicos da Juventude - Futebol feminino
- Medalha de prata -  Venezuela: 1 (2014)

Torneio da França
- 2º lugar -  Brasil (1997)

**** junto com Trinidad e Tobago
***** junto com Honduras

### Títulos de clubes
Copa do Mundo de Clubes da FIFA
- Corinthians (2000, 2012);  São Paulo (2005);  Internacional (2006)

Copa Intercontinental
- Peñarol (1961, 1966, 1982);  Nacional (1971, 1980, 1988);  Boca Juniors (1977, 2000, 2003);  Santos (1962, 1963);  Independiente (1973, 1984);  São Paulo (1992, 1993);  Racing (1967);  Estudiantes de La Plata (1968);  Olimpia (1979);  Flamengo (1981);  Grêmio (1983);  River Plate (1986);  Vélez Sársfield (1994)

Copa Rio Internacional
- Palmeiras (1951);  Fluminense (1952)

Torneio Octogonal Rivadavia Corrêa Meyer
- Vasco da Gama (1953)

Copa Interamericana
- Independiente (1972, 1974, 1975);  Nacional (1971, 1988);  Atlético Nacional (1989, 1995);  Estudiantes de La Plata (1968);  Argentinos Juniors (1985);  River Plate (1986);  Colo-Colo (1991);  Universidad Católica (1993);  Vélez Sársfield (1994)

Copa Suruga Bank
- Arsenal de Sarandí (2008);  Internacional (2009);  River Plate (2015);  Independiente Santa Fe (2016);  Independiente (2018);  Athletico (2019)

Pequena Taça do Mundo
- São Paulo (1955, 1963);  Millonarios (1953);  Corinthians (1954)

Recopa dos Campeões Intercontinentais
- Santos (1968);  Peñarol (1969)

Mundialito de Clubes
- Peñarol (1985)

### Campanhas de destaque de clubes
Copa do Mundo de Clubes da FIFA
- 2º lugar -  Vasco da Gama (2000);  Boca Juniors (2007);  LDU Quito (2008);  Estudiantes de La Plata (2009);  Santos (2011);  San Lorenzo (2014);  River Plate (2015);  Grêmio (2017);  Flamengo (2019).
- 3º lugar -  Internacional (2010);  Atlético Mineiro (2013);  Atlético Nacional (2016);  River Plate (2018).

Copa Intercontinental
- 2º lugar -  Independiente (1964, 1965, 1972, 1974);  Peñarol (1960, 1987);  Estudiantes de La Plata (1969, 1970);  Cruzeiro (1976, 1997);  Olimpia (1990, 2002);  Argentinos Juniors (1985);  Atlético Nacional (1989);  Colo-Colo (1991);  Grêmio (1995);  River Plate (1996);  Vasco da Gama (1998);  Palmeiras (1999);  Boca Juniors (2001);  Once Caldas (2004)

Copa Interamericana
- 2º lugar -  Boca Juniors (1977);  Nacional (1980);  Olimpia (1990);  Vasco da Gama (1998)

Pequena Taça do Mundo
- 2º lugar -  Botafogo (1952, 1957);  River Plate (1953);  Vasco da Gama (1956)
- 3º lugar -  Millonarios (1952)
- 4º lugar -  La Salle (1952, 1955);  Caracas XI (1954);  Nacional (1957)

Recopa dos Campeões Intercontinentais
- 2º lugar -  Racing (1969)
- 3º lugar -  Peñarol (1968);  Estudiantes de La Plata (1969)
- 4º lugar -  Racing (1968);  Santos (1969)

Copa Suruga Bank
- 2º lugar -  LDU Quito (2010);  Independiente (2011);  Universidad de Chile (2012);  São Paulo (2013);  Lanús (2014);  Chapecoense (2017).

Mundialito de Clubes
- 2º lugar -  Santos (1981);  Flamengo (1983);  Independiente (1985)
- 3º lugar -  Peñarol (1983)
- 4º lugar -  Santos (1985)

## Presidentes
| Nº | País      | Nome                   | Início                  | Término                 |
| -- | --------- | ---------------------- | ----------------------- | ----------------------- |
| 1  | Uruguai   | Héctor Rivadavia Gómez | 9 de julho de 1916      | 3 de outubro de 1936    |
| 2  | Argentina | Luis O. Salesi         | 29 de abril de 1936     | 15 de janeiro de 1939   |
| 3  | Chile     | Luis A. Valenzuela     | 15 de janeiro de 1939   | 27 de fevereiro de 1955 |
| 4  | Chile     | Carlos Dittborn Pinto  | 27 de fevereiro de 1955 | 30 de março de 1957     |
| 5  | Brasil    | José Ramos de Freitas  | 30 de março de 1957     | 5 de março de 1959      |
| 6  | Uruguai   | Fermín Sorhueta        | 5 de março de 1959      | 15 de dezembro de 1961  |
| 7  | Argentina | Raúl H. Colombo        | 15 de dezembro de 1961  | 1 de maio de 1966       |
| 8  | Peru      | Teófilo Salinas Fuller | 1 de maio de 1966       | 1 de maio de 1986       |
| 9  | Paraguai  | Nicolás Leoz           | 1 de maio de 1986       | 30 de abril de 2013     |
| 10 | Uruguai   | Eugenio Figueredo      | 1 de maio de 2013       | 8 de agosto de 2014     |
| 11 | Paraguai  | Juan Ángel Napout      | 8 de agosto de 2014     | 3 de dezembro de 2015   |
| 12 | Uruguai   | Wilmar Valdez          | 3 de dezembro de 2015   | 26 de janeiro de 2016   |
| 13 | Paraguai  | Alejandro Domínguez    | 26 de janeiro de 2016   | —                       |